# Étang du Loch
Pour les articles homonymes, voir Loch (homonymie).
L'étang du Loch est un étang côtier naturel de la commune de Damgan (Morbihan).

## Toponymie
En breton, un loch (ou loc'h) désigne le plus souvent un étang ou un marais.

## Géographie
L'étang du Loch est situé à l'arrière de la plage de Landrezac, entre les quartiers de Landrezac et Kervoyal. De forme triangulaire, il couvre une superficie d'environ 3,5 hectares. Il est bordé, au nord, par la rue du Loch.

## Activités

### Loisirs
La pêche et la baignade sont interdites dans l'étang du Loch. Un sentier de promenade est aménagé sur son pourtour et ses abords sont utilisés par diverses activités de loisirs: stade, aire de jeux, terrain de camping.

### Déversoir
L'étang sert de déversoir des eaux traitées par la station d'épuration,.

### Land Art
En 2011, l'artiste Philippe Jacquemin a créé une œuvre de land art sur l'étang du Loch à l'occasion du Téléthon. Cette création consiste en une série de poissons en bois perchés sur des pieux décorés de coquilles d'huîtres et plantés dans l'étang. 